# Come Away with Me
Come Away with Me es el primer álbum de la cantante y pianista Norah Jones, lanzado el año 2002.
El estilo predominante es el jazz, aunque tiene ciertas inclusiones de música folk y soul.
El álbum fue un éxito, vendiendo aproximadamente 22 millones de copias en todo el mundo y ganando 8 premios Grammy, incluyendo "Mejor grabación", "Mejor canción" y "Mejor álbum".
El álbum fue lanzado el 26 de febrero de 2002 y fue aumentando sus ventas hasta ganar un certificado de platino por la RIAA el 22 de agosto. Desde ese punto gana mucha fama, y el próximo año vende más de 7 millones de copias, y finalmente obtiene un certificado de diamante de la RIAA el 15 de febrero de 2005. Es el álbum de estudio (no recopilatorio) más vendido del siglo XXI hasta el momento.
El verdadero género de este álbum es tema de debate en las comunidades de jazz. Algunos artistas sostienen que el álbum no es realmente jazz ya que Norah Jones le cambia el ritmo a algunas canciones tributo, como "Turn Me On" y "The Nearness of You", y que muchas canciones tienen un ritmo más bien "plano" y no con el "swing" que se requiere para considerarse jazz. Se le ha llamado a veces "rock suave" o "pop suave".

## Listado de canciones
1. "Don't Know Why" (Jesse Harris) – 3:06
2. "Seven Years" (Lee Alexander) – 2:25
3. "Cold, Cold Heart" (Hank Williams) – 3:38
4. "Feelin' the Same Way" (Alexander) – 2:57
5. "Come Away with Me" (Norah Jones) – 3:18
6. "Shoot the Moon" (Harris) – 3:57
7. "Turn Me On" (John D. Loudermilk) – 2:34
8. "Lonestar" (Alexander) – 3:06
9. "I've Got to See You Again" (Harris) – 4:13
10. "Painter Song" (Alexander, J.C. Hopkins) – 2:42
11. "One Flight Down" (Harris) – 3:05
12. "Nightingale" (Jones) – 4:12
13. "The Long Day Is Over" (Harris, Jones) – 2:44
14. "The Nearness of You" (Hoagy Carmichael, Ned Washington) – 3:07

## Músicos
| Nombre          | Instrumento                                       |
| --------------- | ------------------------------------------------- |
| Norah Jones     | piano, piano eléctrico, cantante, piano Wurlitzer |
| Lee Alexander   | bajo                                              |
| Brian Blade     | percusión, batería                                |
| Kevin Breit     | guitarra, guitarra eléctrica                      |
| Rob Burger      | acordeón, melódica                                |
| Bill Frisell    | guitarra eléctrica                                |
| Jesse Harris    | guitarra acústica, guitarra eléctrica             |
| Adam Levy       | guitarra acústica, guitarra eléctrica             |
| Dan Rieser      | batería                                           |
| Adam Rogers     | guitarra                                          |
| Jenny Scheinman | violín                                            |
| Tony Scherr     | guitarra acústica, "guitarra slide"               |
| Kenny Wollesen  | batería                                           |
| Sam Yahel       | órgano Hammond                                    |

- Datos: Q868452